# Backdraft 2
Backdraft 2 (conocida en España como Llamaradas 2 y en Hispanoamérica como Marea de fuego 2 o Llamarada 2) es una película estadounidense de 2019, dirigida por Gonzalo López-Gallego, escrita por Gregory Widen, y protagonizada por William Baldwin, Joe Anderson y Donald Sutherland. Fue estrenada directamente para vídeo el 14 de mayo de 2019.

## Sinopsis
Un investigador de incendios del Departamento de Bomberos de Chicago persigue a un traficante de armas que provoca incendios para distraer a las fuerzas del orden y crear confusión.